# Alexandra Dahlström
Lena Marina Alexandra Dahlström (Gävle, 12 febbraio 1984) è un'attrice, disc jockey e regista svedese.

## Biografia
Alexandra Dahlström è nata a Gävle, Svezia, ma è cresciuta a Stoccolma. Figlia di madre russa e padre svedese, Alexandra parla entrambe le lingue, lo svedese ed il russo. Alexandra ha vissuto per un po' di tempo da sola a Stoccolma, e dopo aver finito la scuola superiore, ha continuato a fare spettacoli minori in teatro. Dopo l'esperienza teatrale si è presa una pausa dal lavoro e dopo un anno di riposo è tornata sulle scene cinematografiche con il film Miss Svezia (Fröken Sverige) (in inglese Miss Sweden), per il quale ha ricevuto molti commenti positivi dalla critica.
La Dahlström ha però guadagnato un'importanza internazionale nel 1998 dopo aver interpretato Elin, una delle due ragazze protagoniste nel film a tematica omosessuale Fucking Åmål - Il coraggio di amare di Lukas Moodysson. Per Fucking Åmål Alexandra ha vinto il Guldbagge Award (un premio cinematografico svedese molto importante) come migliore attrice insieme a Rebecka Liljeberg. Dopo il film che l'ha lanciata nel mondo del cinema Alexandra ha ricevuto numerose offerte di lavoro per varie sit-com e film, ma prima di lanciarsi nel mondo del lavoro ha voluto finire gli studi. Dal 5 maggio 2007 Alexandra partecipa a una soap opera olandese chiamata Goede Tijden, Slechte Tijden in onda su RTL 4.
Nel 2002 lavora ancora con Lukas Moodysson, ma questa volta in veste di interprete. È infatti la mediatrice tra il regista e la giovane protagonista russa (Oksana Akin'šina) sul set di Lilja 4-ever. Durante l'autunno del 2004 è stata la dj del più grande talk show notturno della Svezia, il Late Night with Luuk, dove tra l'altro ha riproposto anche una simpatica intervista fatta nel 1998 con Rebecka Liljeberg mentre discutevano sulla loro esperienza nel film Fucking Åmål - Il coraggio di amare. Nel debutto come dj, Alexandra ha avuto il piacere di essere accompagnata dal gruppo R.E.M. e dall'attore britannico Paul Bettany. Nel 2007 ha fatto il suo debutto come regista con il cortometraggio Lacrimosa, e da allora ha diretto alcuni brevi film e ha anche scritto varie sceneggiature. Dal 2009 ha partecipato a diversi film, dedicandosi anche all'insegnamento a Stoccolma.

## Filmografia
- Sanning eller konsekvens (1997)
- Fucking Åmål - Il coraggio di amare (Fucking Åmål), regia di Lukas Moodysson (1998)
- Tomten är far till alla barnen (1999)
- Utvecklingssamtal (2003)
- Fröken Sverige (2004)
- Som kärlek fast på riktigt (2005)
- Goede tijden, slechte tijden - soap opera olandese (2007)
- De missälskande (2007)
- Manãna (2009)
- Jenny ger igen (2009)
- Babysister (2009)
- Vår dag skall komma (2010)
- She's Blonde Like Me (2011)
- Spindelgången (2012)
- She's Staging It (2012)
- Rum 1112 (2012)
- Player (2012)
- Blondie (2012)
- Ömheten (2013)

## Teatro
- Kranes konditori (1999)
- En vacker värld (2001)

## Riconoscimenti
- 1999 - Guldbagge
  - Miglior attrice per Fucking Åmål - Il coraggio di amare (Fucking Åmål)